# Beleg van Deventer (1456)
Het Beleg van Deventer van 1456 vond plaats van 14 augustus tot 15 september 1456, ten tijde van de Utrechtse Oorlog (1456-1458). Deze was het gevolg van een machtsstrijd tussen de Bourgondische hertog Filips de Goede en de Staten (de ridderschap en de steden Kampen, Zwolle en Deventer) van het Oversticht (Overijssel). Het beleg eindigde in het voordeel van de Bourgondische hertog.

## Achtergrond
De hertogen van Bourgondië kregen in de loop van de vijftiende eeuw steeds meer invloed in de Nederlanden. Ze streefden naar een sterkere greep op het bestuur door centralisering. Hertog Philips van Bourgondië, bijgenaamd "de Goede", benoemde daarom in 1456 zijn bastaardzoon David van Bourgondië tot bisschop van Utrecht.
De ridderschap en steden van Overijssel voelden niets voor een Bourgondisch heer en waren niet van plan David als opvolger van de overleden bisschop Rudolf van Diepholt te erkennen. Ook de kapittels van het Sticht Utrecht gaven de voorkeur aan een andere kandidaat, namelijk Gijsbrecht van Brederode. Filips de Goede nam daarop de wapens op en liet Deventer, toen een voorname Hanzestad en de belangrijkste plaats in het Oversticht, vijf weken lang belegeren om zijn zin door te drijven.

## Het beleg
Het beleg begon op vrijdag 14 augustus 1456. Deventer was een goed verdedigbare stad met twee ringmuren. Het beleg kwam vanwege het bisschoppendispuut niet geheel onverwacht. Men had levensmiddelen opgeslagen en op de westelijke oever, op de plek van de huidige Bolwerksmolen, tegenover de stad, had men een schans gebouwd. In Deventer waren behalve de door de burgers bemande schutterij, ook circa 80 edelen met circa 600 ruiters uit het Oversticht ter verdediging gelegerd. Uit Groningen en Drenthe kwamen nog eens 1000 krijgslieden, meest boeren en knechten, en vanuit het Sticht Utrecht kwam 260 man om de stad te helpen verdedigen. Ook had de stad een bode gezonden aan de Hertog van Gelre met de vraag om hulp. Deze zegde bijstand toe, maar kwam uiteindelijk niet opdagen. Ook een aantal steden in Holland zoals Amsterdam, Leiden, Haarlem en Hoorn werd aangeschreven, ook hiervandaan kwam echter geen enkele reactie.
Hertog Filips de Goede benaderde de stad met een legermacht van 14.000 man die hij bij Deventer in drie kampen legerde. Zijn hoofdkwartier sloeg hij op bij dorp en huis Wilp. Eenheden van Vlaamse, Hollandse en Zeeuwse huurlingen legerden zich ten zuidoosten van de stad Deventer, op het in de IJssel gelegen eiland Fennenoord ter hoogte van uitkijkpost het Koerhuis. Een derde groep onder leiding van de hertog van Kleef, lag ten westen van de stad in De Hoven en het Stadsland.
De dag na aankomst zond Filips troepen in scheepjes naar de andere oever van de IJssel. In de stad werd meteen besloten tot een uitval, maar de mannen van Filips wisten deze aanval af te slaan. Ook vanuit de Deventer schans op de linker rivieroever werd later die dag een uitval gedaan. Daarbij werden 43 mannen van Filips gevangengenomen. In de avond namen de strijdkrachten van Filips de schans echter zo zwaar onder vuur met door artillerie afgevuurde kogels en stenen dat de post het geheel dreigde te begeven. De verdedigers besloten daarop de versterking in brand te steken en te vluchten naar de stad. Ook het ten zuiden van de stad op de oostelijke oever gelegen Koerhuis, de wachttoren die de doorgang in de Sallandse landweer beheerste, werd ingenomen door mannen van Filips. Hierdoor kon de hertog dichter bij komen. Hij liet zes stellingen aan de zuidzijde van de stad bouwen als bescherm- en verdedigingslinie gedurende de belegering.

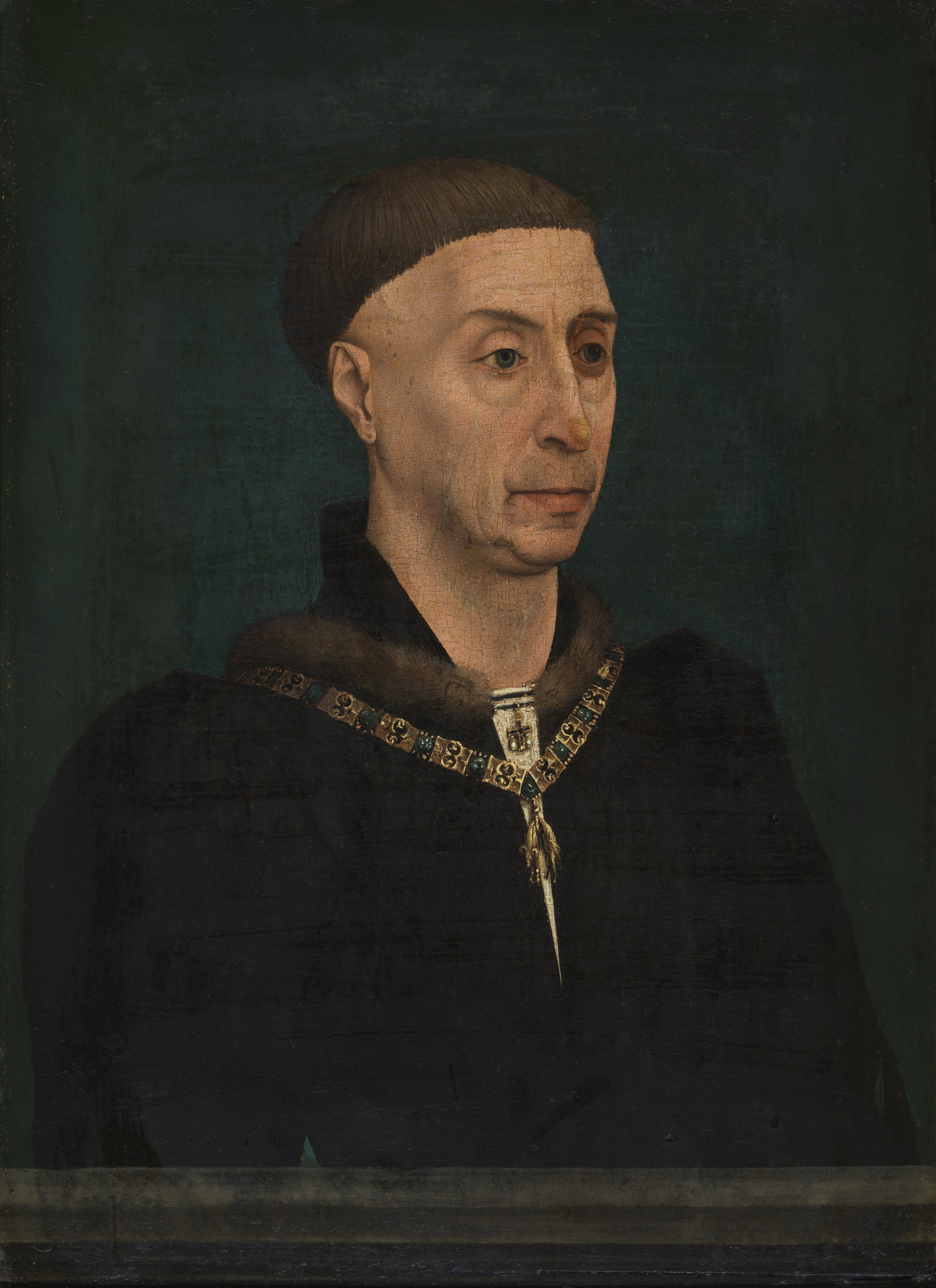
Filips de Goede
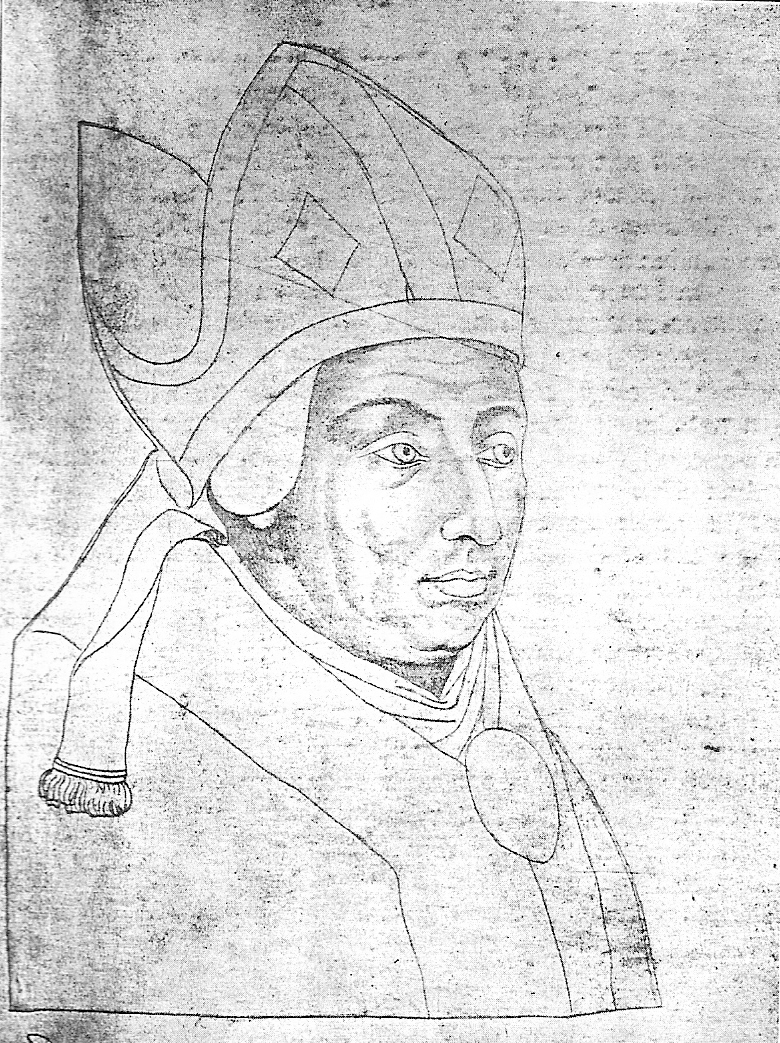
David van Bourgondië
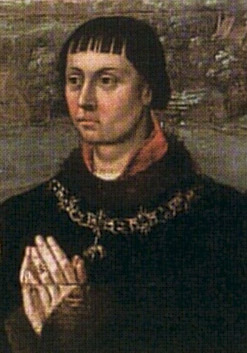
Johan I van Kleef
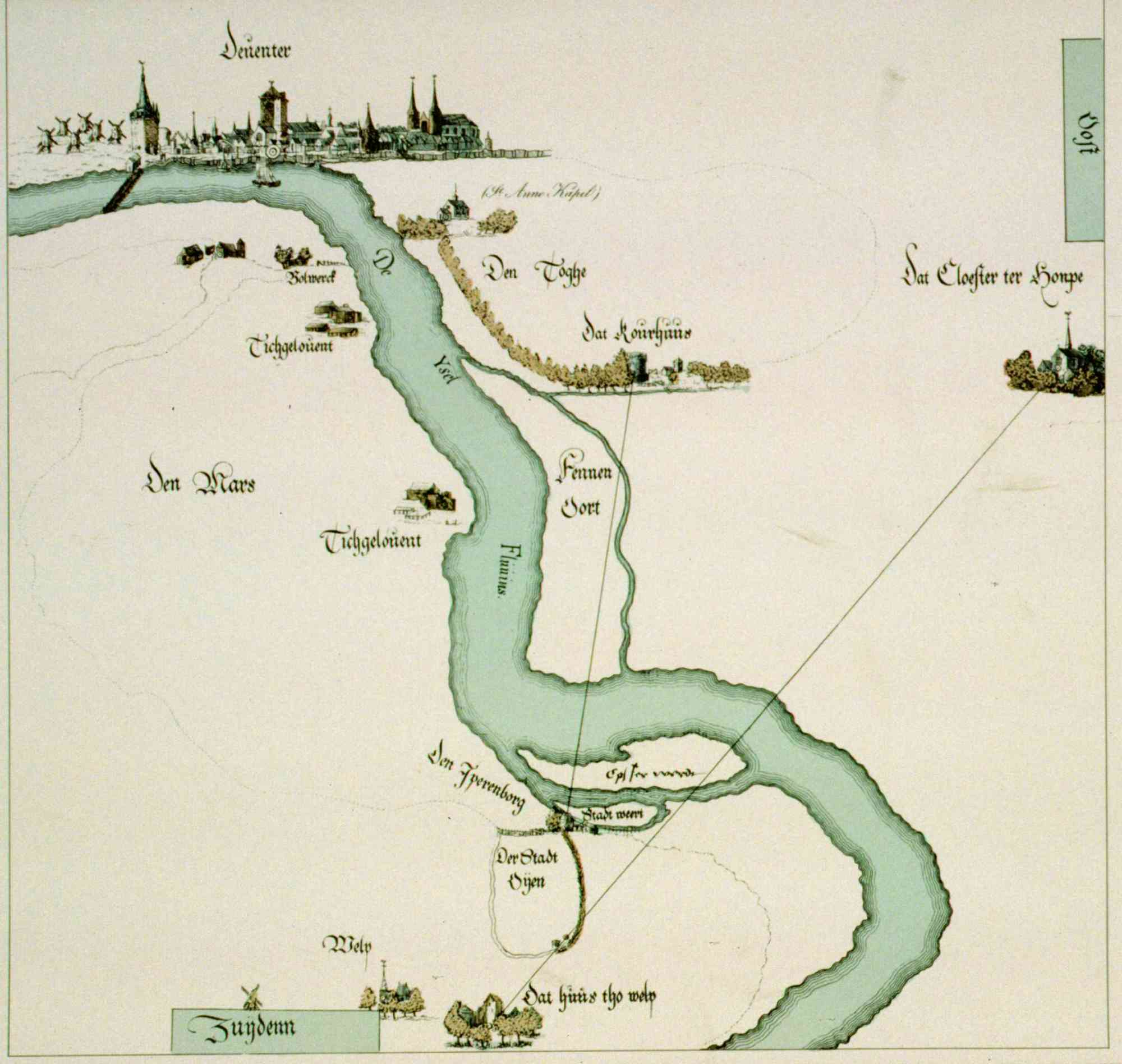
16e-eeuwse kaart, in het midden eiland Fennennoord.

In de stad Deventer was de moraal hoog, mede door de komst van de bisschop Koenraad van Diepholt en zijn Westfaalsche troepen. De bisschop was een neef van de pas overleden Rudolf van Diepholt en tevens oud-proost van de domkerk van Deventer en leider van de Overstichtse edelen. Zijn mannen onderscheidden zich in positieve zin bij het verdedigen van de stad. De belegerende troepen van Filips de Goede kregen onverwachts te maken met hoog water omdat de IJssel buiten haar oevers trad. De manschappen moesten zich wadend in het water door de linie bewegen en waren niet in staat op te rukken in de richting van de stadsmuren. Half september was het water weg en kon het leger van Filips dichter bij de stad nieuwe stellingen bouwen. Met slingertuig zoals lepelblijden en slingerarmkatapulten werd zo sterk op de stadsmuren ingebeukt dat de verdedigers aan een overgave gingen denken. Voor het op gang brengen van onderhandelingen werden twee monniken ingezet die als boodschapper/bode tussen beide kampen pendelden.

## Nasleep
De stad moest zich ten slotte overgeven. David werd als prins-bisschop van Utrecht zowel kerkelijk heerser als wereldlijk regeerder over Deventer en de rest van het Oversticht aangesteld. In een verdrag, gesloten op 17 september, legde David vast dat hij alle Overstichtse steden, zoals Deventer, Zwolle, Kampen en Groningen en de ridderschap erkende in al hun bestaande privileges. De bisschop werd vervolgens met alle honneurs in de stad ontvangen.